# Dušan Šlosar
Dušan Šlosar (18. listopadu 1930 Staříč – 18. srpna 2020 Brno) byl český lingvista, pedagog, emeritní profesor Masarykovy univerzity v Brně, spisovatel.

## Život
Dušan Šlosar se narodil 18. listopadu ve Staříči. Po maturitě na gymnáziu ve Frýdku-Místku vystudoval v roce 1953 češtinu a ruštinu na Filozofické fakultě Masarykovy univerzity v Brně, poté nastoupil jako odborný pracovník do dialektologického oddělení brněnské pobočky Ústavu pro jazyk český ČSAV. Autorsky spolupracoval na antologii České nářeční texty (1976), jako recenzent se podílel na vydávání Českého jazykového atlasu.
V roce 1959 pracoval na filozofické fakultě jako odborný asistent, od roku 1982 jako docent a od roku 1990 jako profesor, od roku 2001 je emeritním profesorem. V letech 1963–1964 působil na slavistickém institutu v Greifswaldu, v roce 1989 na univerzitě v Münsteru, v letech 1991–1992 na univerzitě v Regensburgu. Zemřel 18. srpna 2020 v Brně.

## Dílo
Mezi hlavní předměty jeho zkoumání patřila historická mluvnice češtiny, vývoj spisovného jazyka a české dialektologie. Napsal řadu odborných statí věnovaných historii morfologie, slovotvorby, staročeské grafémice a vývoji spisovné češtiny.
K jeho stěžejním monografiím patří Slovotvorný vývoj českého slovesa (1981), Česká kompozita diachronně (1999) a Spisovný jazyk v dějinách české společnosti (2009), podílel se na tvorbě Příruční mluvnice češtiny (2001) a Encyklopedickém slovníku češtiny (2002).
Pro potřeby posluchačů zpracoval s Jiřím Bauerem a Arnoštem Lamprechtem skriptum Vývoj mluvnického systému českého jazyka (1965), učebnici Spisovný jazyk v dějinách české společnosti (1979) a druhé vydání s názvem Historická mluvnice češtiny (1986), učební text Stará čeština pro archiváře (1972) a spolu s Radoslavem Večerkou učební text Spisovný jazyk v dějinách české společnosti (1979).
Pro zahraniční zájemce o současnou češtinu sestavil se Zdenkou Rusínovou Základní kurs češtiny pro cizince (1969). S Mirkem Čejkou připravil k tisku kritickou edici Blahoslavovy Gramatiky české (1991). Ve spolupráci s Milošem Štědroněm napsal Dějiny české hudební terminologie (2004).
Působil jako jazykový poradce a autor jazykových glos v časopisech „Hostu do domu“ a „Věda a život“ a v dalších periodikách a publikacích, nově v měsíčníku Host. Věnoval se popularizaci jazykovědných poznatků a otázek kultury mateřského jazyka a jeho vývoje v řadě článků i knižně (Jazyčník, 1985; Tisíciletá, 1990; Otisky, 2006).
Nakladatelství Host založilo v roce 2010 edici s názvem „Studie osobností brněnské lingvistiky“, jejím cílem je zpřístupnění textů vybraných lingvistů, kteří se významnou měrou podíleli (či stále podílejí) na rozvoji české lingvistiky a kteří jsou spjati s Brnem. Jako první v této edici vyšla publikace Opera Bohemica Minora shrnující dílo Dušana Šlosara, spoluautory jsou Jan Dvořák a Petr Malčík.

## Ocenění
- Medaile Ministerstva školství, mládeže a tělovýchovy I. stupně za zásluhy, 2000
- Zlatá medaile Masarykovy univerzity, 2000[4]
- Cena města Brna za rok 2018 v oblasti společenských věd, 2019